# جمهوری شوروی سوسیالیستی کارلو-فنلاند
جمهوری سوسیالیستی کارلو-فنلاند شوروی (فنلاندی: SSR; Finnish: Karjalais-suomalainen sosialistinen neuvostotasavalta) (روسی: Каре́лоФи́нскаяСове́тскаяСоциалисти́ческая Респу́блика, tr) در طی سال‌های ۱۹۴۰ تا ۱۹۵۶، یکی از جمهوری‌های اتحاد جماهیر شوروی سوسیالیستی بود. این جمهوری، در سال ۱۹۵۶، با نام جمهوری سوسیالیستی خودمختار کارلیا به روسیه شوروی ملحق شد.